# Colgate-Palmolive Masters 1978
Il Masters 1978 (chiamato anche Colgate-Palmolive Masters 1978 per motivi di sponsorizzazione) è stato un torneo di tennis giocato sui campi in sintetico indoor del Madison Square Garden di New York negli Stati Uniti. È stata la 9ª edizione del torneo di singolare di fine anno, la 5ª del torneo di doppio di fine anno ed era parte del Colgate-Palmolive Grand Prix 1978. Il torneo si è giocato a New York dal 10 al 14 gennaio 1979.

## Campioni

### Singolare
John McEnroe ha battuto in finale  Arthur Ashe con il punteggio di 6–7, 6–3, 6–5.

### Doppio
Peter Fleming /  John McEnroe hanno battuto in finale  Wojciech Fibak /  Tom Okker con il punteggio di 6–4, 6–2, 6–4